# Éva Csernoviczki
Éva Csernoviczki, née le 16 octobre 1986, est une judokate hongroise en activité évoluant dans la catégorie des moins de 48 kg (poids super-légers).

## Palmarès
| Année | Compétition           | Lieu        | Résultat | Catégorie      |
| ----- | --------------------- | ----------- | -------- | -------------- |
| 2009  | Championnats d'Europe | Tbilissi    | 2e       | Moins de 48 kg |
| 2010  | Championnats d'Europe | Vienne      | 2e       | Moins de 48 kg |
| 2011  | Championnats d'Europe | Istanbul    | 2e       | Moins de 48 kg |
| 2011  | Championnats du monde | Paris       | 3e       | Moins de 48 kg |
| 2012  | Jeux olympiques       | Londres     | 3e       | Moins de 48 kg |
| 2013  | Championnats d'Europe | Budapest    | 1re      | Moins de 48 kg |
| 2014  | Championnats d'Europe | Montpellier | 1re      | Moins de 48 kg |
| 2015  | Championnats d'Europe | Bakou       | 3e       | Moins de 48 kg |
| 2016  | Championnats d'Europe | Kazan       | 2e       | Moins de 48 kg |
| 2017  | Championnats d'Europe | Varsovie    | 3e       | Moins de 48 kg |
| 2018  | Championnats d'Europe | Tel Aviv    | 2e       | Moins de 48 kg |